# Alex Gorsky

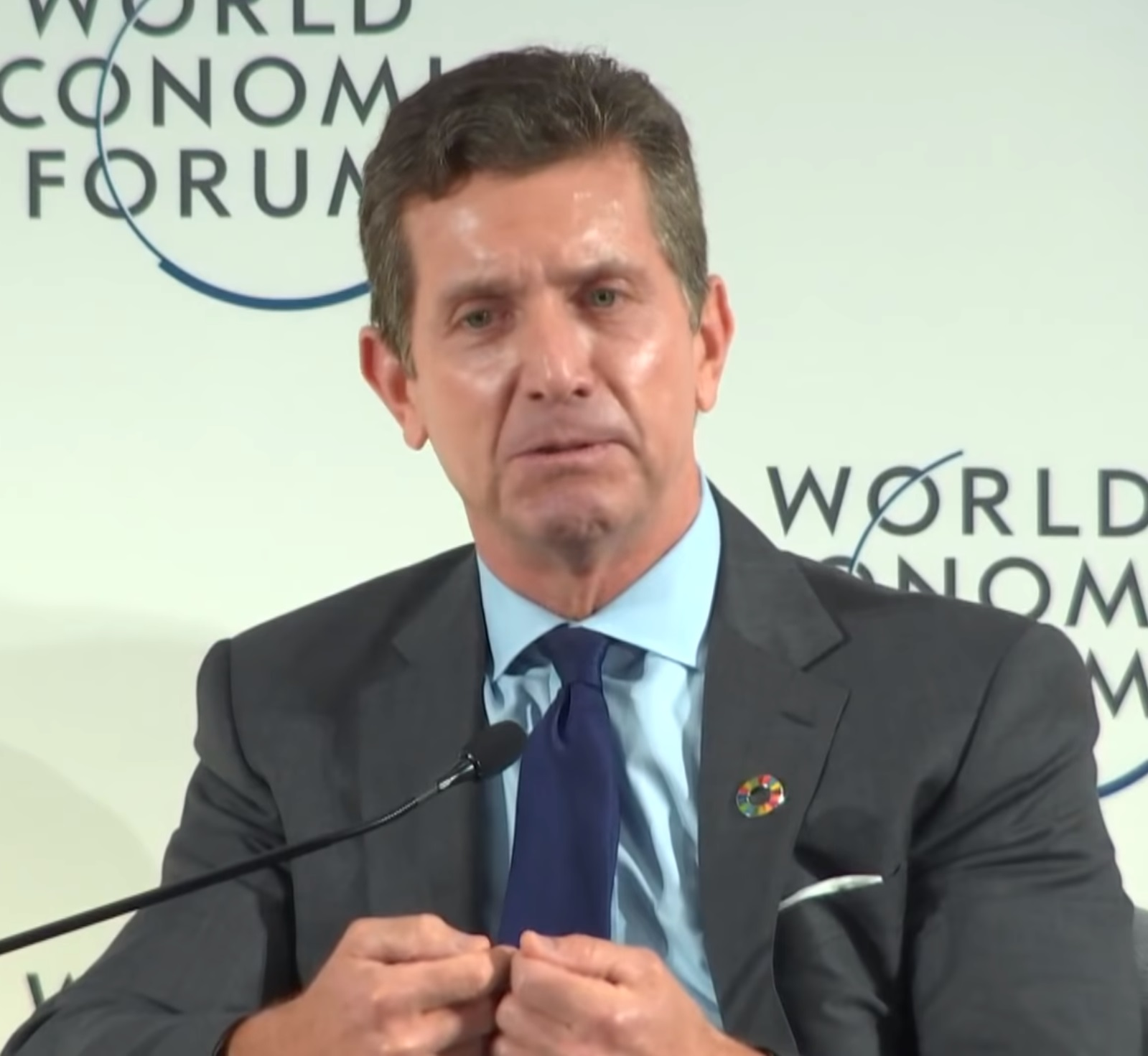
Alex Gorsky beim Weltwirtschaftsforum 2018

Alex Gorsky (* 24. Mai 1960 in Kansas City, Kansas) ist ein US-amerikanischer Manager. Er ist Vorsitzender und CEO von Johnson & Johnson und Vorsitzender des Exekutivkomitees, des obersten Führungsgremiums des Unternehmens. Er ist die siebte Person, die als Vorsitzender und CEO von Johnson & Johnson fungiert, seit das Unternehmen 1944 an der Börse notiert wurde.

## Laufbahn
Gorsky erwarb einen Bachelor of Science an der United States Military Academy in West Point und verbrachte sechs Jahre in der US-Armee, wo er seine militärische Laufbahn mit dem Rang eines Hauptmanns beendete. Er erwarb 1996 einen Executive Master of Business Administration an der Wharton School der University of Pennsylvania. Gorsky begann seine Karriere bei Johnson & Johnson 1988 als Vertriebsmitarbeiter bei Janssen Pharmaceutica. In den folgenden fünfzehn Jahren durchlief er verschiedene Positionen in den Bereichen Vertrieb, Marketing und Management. Im Jahr 2001 wurde er zum Präsidenten von Janssen ernannt, und 2003 wurde er zum Company Group Chairman des Pharmageschäfts von Johnson & Johnson in der Region EMEA ernannt.
Gorsky wurde beschuldigt, am Verkauf des Antipsychotikums Risperdal beteiligt gewesen zu sein, wofür Johnson & Johnson später in mehreren US-Bundesstaaten Strafen in Höhe von mehreren Millionen Dollar zahlen musste. Das Justizministerium argumentierte, dass Gorsky „aktiv“ an dem Risperdal-Betrug beteiligt war, bei dem das Medikament trotz der Warnungen der FDA illegal an Kinder und ältere Menschen verkauft wurde. Gorsky wurde auch beschuldigt, aktiv an einem illegalen Schmiergeldsystem für Risperdal beteiligt gewesen zu sein, an dem Omnicare, der größte Lieferant von Arzneimitteln für Pflegeheime, beteiligt waren.
Gorsky verließ Johnson & Johnson 2004 und wechselte zur Novartis, wo er das Pharmageschäft des Unternehmens in Nordamerika leitete. 2008 kehrte er zu Johnson & Johnson zurück und wurde Vorsitzender der Unternehmenstochter Ethicon Inc. Im September 2009 wurde er zum weltweiten Vorsitzenden des Segments Medical Devices & Diagnostics ernannt. Im Januar 2011 wurde er zum stellvertretenden Vorsitzenden des Exekutivausschusses von Johnson & Johnson ernannt. Gorsky wurde am 26. April 2012 zum Chief Executive Officer und am 28. Dezember 2012 zum Chairman ernannt.
Im Jahre 2021 erhielt Gorsky eine Vergütung in Höhe von 23 Millionen US-Dollar.

## Auszeichnungen
- Ehrendoktor der Thomas Jefferson University